# کبیر بلو
کبیر پرنس بلو (به انگلیسی: Kabir Prince Bello) (متولد ۲۱ ژوئیه ۱۹۸۳)، بازیکن فوتبال اهل کشور نیجریه می‌باشد. او در پست مهاجم بازی می‌کند.
کبیر بلو سابقهٔ حضور در تیم‌های ایرانی سپاهان و سپاهان نوین را بین سال‌های ۱۳۸۳ تا ۱۳۸۷ دارد. وی دو بازی در مسابقات جام باشگاه‌های جهان ۲۰۰۷ برای تیم سپاهان انجام داده است.
وی در دی ماه ۱۳۸۶ به مذهب تشیع درآمد و مسلمان شد.

## افتخارات
باشگاهی
- لیگ برتر ایران
- نایب قهرمانی در لیگ برتر فوتبال ایران ۸۷-۱۳۸۶ به همراه تیم سپاهان اصفهان
- لیگ قهرمانان آسیا
- نایب قهرمانی در لیگ قهرمانان آسیا ۲۰۰۷ به همراه تیم سپاهان اصفهان